# Alfredo Noel Iusem
Alfredo Noel Iusem (Buenos Aires, 10 de novembro de 1949) é um matemático brasileiro nascido na Argentina, que trabalha em otimização matemática.
Obteve um doutorado na Universidade de Stanford em 1981, orientado por George Dantzig.
É um recipiente da Ordem Nacional do Mérito Científico e membro da Academia Brasileira de Ciências.

## Publicações selecionadas
- com R. S. Burachik: "A generalized proximal point algorithm for the variational inequality problem in a Hilbert space", SIAM Journal on Optimization.
- com R. S. Burachik e B. F. Svaiter: "Enlargement of monotone operators with applications to variational inequalities", Set-Valued Analysis and Variational Analysis.
- com B. F. Svaiter e Marc Teboulle: "Entropy-like proximal methods in convex programming", Mathematics of Operations Research.